# Kuroi Namida
 (mars 2012).
Si vous disposez d'ouvrages ou d'articles de référence ou si vous connaissez des sites web de qualité traitant du thème abordé ici, merci de compléter l'article en donnant les références utiles à sa vérifiabilité et en les liant à la section « Notes et références ».
Singles de Anna Tsuchiya
Rose
(2006) Lucy
(2007)
Kuroi Namida (黒い涙) est le 4e single de Anna Tsuchiya sorti sous le label MAD PRAY RECORDS le 10 janvier 2007 au Japon. Il atteint la 7e place du classement de l'Oricon, et reste classé pendant 6 semaines, pour un total de 20 247 exemplaires vendus. C'est le 2e single le plus vendu de Anna Tsuchiya à ce jour.
Kuroi Namida a été utilisé comme 3e thème de fermeture pour l'anime Nana, I'm addicted to you a été utilisé comme chanson d'insertion pour l'anime Nana, et Just can't get enough a été utilisé comme campagne publicitaire pour NISSAN March. Kuroi Namida se trouve sur la compilation NANA BEST et sur l'album ANNA TSUCHIYA Inspi' Nana (Black Stones) où se trouve également I'm addicted to you. Les 4 chansons du single se trouvent sur la version Deluxe française de l'album ANNA TSUCHIYA Inspi' Nana (Black Stones). Kuroi Namida ~deep sadness version~ se trouve sur l'album Nudy Show!.

## Liste des titres
| 1. | Kuroi Namida (黒い涙)                        | Megumi Takeuchi | Hiroki Nagase, Murayama Shinichirou | 5:10 |
| 2. | Just can't get enough                        |                 | Murayama Shinichirou                | 3:50 |
| 3. | I'm addicted to you                          | Anna Tsuchiya   | 大西かつみ, CHOKbich                | 3:42 |
| 4. | Kuroi Namida ~deep sadness version~ (黒い涙) | Megumi Takeuchi | Hiroki Nagase, Murayama Shinichirou | 5:03 |

| 1. | Kuroi Namida (黒い涙) |  |